# 近藤愛梨
近藤 愛梨は、日本の女性声優。愛知県出身。2019年3月末までIAMエージェンシーに前所属していた。 
Cygames『アイドルマスター シンデレラガールズ』島村卯月の公式コスプレイヤー。

## 人物
- 血液型：A型
- 愛称：あいりーん[2]
- 趣味：映画鑑賞、アニメ、ゲーム
- 特技：和太鼓、書道、ダンス
- 好きなもの：ヒーロー、ゾンビ

## 出演

### テレビアニメ
2016年
- 雨色ココア in Hawaii（日本人観光客）
- 三者三葉（女子B、女子生徒）
- 美少女遊戯ユニット クレーンゲールGalaxy（ファン）

2018年
- 邪神ちゃんドロップキック（キャスター）

### ドラマCD
2017年
- リナリアの花束（大橋えり）

### OVA
- 三者三葉（女子生徒） - Blu-ray&DVD1巻収録 OVA未放映エピソード①「キノコはからだにいいんだよ」

### テレビ
2013年
- 日テレ「ZIP!」レポーター
- テレビ愛知「美女のミニ惑」

### ラジオ
2013年
- CBC ラジオ「0 時のつぶやき さがせ！ピーチクパーチク」
- 所属アイドル「ゆり姫パラレルのゆりパラジオ」　他多数

### ライブ
2013年
- ゆり姫パラレル～CD 発売にいざ参る!!～in 近鉄パッセ
- ゆり姫パラレル之ワンマン『パラレルワールドへご招待 その壱～1.5 時間 SP～』　他多数